# Belle Rive
Belle Rive és una població dels Estats Units a l'estat d'Illinois. Segons el cens del 2000 tenia 371 habitants.

## Demografia
Segons el cens del 2000, Belle Rive tenia 371 habitants, 147 habitatges, i 109 famílies. La densitat de població era de 139,1 habitants/km².
Dels 147 habitatges en un 29,3% hi vivien nens de menys de 18 anys, en un 66,7% hi vivien parelles casades, en un 4,8% dones solteres, i en un 25,2% no eren unitats familiars. En el 22,4% dels habitatges hi vivien persones soles el 15,6% de les quals corresponia a persones de 65 anys o més que vivien soles. El nombre mitjà de persones vivint en cada habitatge era de 2,52 i el nombre mitjà de persones que vivien en cada família era de 2,92.
Per edats la població es repartia de la següent manera: un 21,6% tenia menys de 18 anys, un 10,5% entre 18 i 24, un 23,2% entre 25 i 44, un 27,8% de 45 a 60 i un 17% 65 anys o més.
L'edat mediana era de 41 anys. Per cada 100 dones de 18 o més anys hi havia 92,7 homes.
La renda mediana per habitatge era de 37.292 $ i la renda mediana per família de 41.719 $. Els homes tenien una renda mediana de 28.438 $ mentre que les dones 18.036 $. La renda per capita de la població era de 15.221 $. Aproximadament el 10,3% de les famílies i el 13,8% de la població estaven per davall del llindar de pobresa.

## Poblacions més properes
El següent diagrama mostra les poblacions més properes.